# José Rafael Carrera Turcios

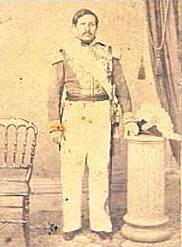
José Rafael Carrera Turcios

General José Rafael Carrera Turcios (* 26. Oktober 1814 in Guatemala-Stadt, Guatemala; † 14. April 1865 ebenda) war zweimal guatemaltekischer Präsident.

## Leben

### Herkunft und Jugend
Rafael Carrera war Mestize und stammte aus sehr einfachen ländlichen Verhältnissen. Er besuchte keine Schule und blieb sein Leben lang Analphabet (erst als Präsident lernte er mit Namen zu unterschreiben). Er war mit Petrona Alvarez verheiratet, mit der er mehrere Kinder hatte.
In der Zeit nach der Unabhängigkeit von Mexiko im Jahre 1823 war Zentralamerika konstant beherrscht von bewaffneten Auseinandersetzungen zwischen Konservativen und Liberalen, die oftmals mit einer unglaublichen Brutalität ausgetragen wurden. Diese Lage prägte auch Carrera in seiner Jugend. Im Alter von 15 Jahren war er vorübergehend als Trommler bei den konservativen Truppen, zog sich jedoch nach deren Niederlage gegen Francisco Morazán im Jahre 1830 aus dem Militär zurück und betätigte sich als Schweinehirte.
1837 brach in der Gegend Guatemalas, in der Carrera sich aufhielt, die Cholera aus. Gerüchte, dies sei darauf zurückzuführen, dass die liberale Regierung das Wasser vergiftet habe, führten zum Ausbruch eines Aufstands, der jedoch bald niedergeschlagen wurde. Obgleich Carrera selbst an dem Aufstand nicht beteiligt war, wurden seine Ehefrau und seine bereits recht betagte Mutter Juana Rosa Turcios von den liberalen Truppen schwer misshandelt. Dies hatte zur Folge, dass sich Carrera den Kampf gegen die Liberalen zur Lebensaufgabe machte.

### Der Weg zur Macht
Carrera sammelte eine kleine Truppe Gleichgesinnter um sich und begann einen Guerillakrieg gegen die Liberalen. Zwar hatte er im direkten Kampf gegen die gut ausgebildeten Truppen Morazáns zunächst keine Chance, er gewann jedoch stets nach deren Abzug verlorenes Terrain schnell wieder zurück, was zu einer zunehmenden Zermürbung bei den liberalen Truppen führte. Zudem profitierte Carrera davon, dass die Konservativen – im Gegensatz zu anderen Provinzen der Zentralamerikanischen Konföderation – in Guatemala sehr stark waren und einige von deren Führern versuchten, ihn für ihre eigenen Zwecke einzusetzen. Indem er letztlich auch die konservativen Führer gegeneinander ausspielte, gelang es Carrera binnen kürzester Zeit, zum faktischen Herrscher Guatemalas zu werden.
Am 13. Januar 1838 eroberten Carreras Truppen Guatemala-Stadt. Dabei kam es zu Plünderungen, Morden und Vergewaltigungen in einem bis dahin nicht gekannten Ausmaß. Auch der – zu diesem Zeitpunkt als Präsident amtierende – Vizepräsident der Konföderation, José Gregorio Salazar Lara, kam dabei ums Leben. Der liberale Staatschef Guatemalas, José Mariano Felipe Gálvez, ergriff die Flucht und Carrera ließ daraufhin Mariano Rivera Paz zum neuen Staatschef ernennen. Maßgeblich auf Initiative Carreras schied Guatemala im folgenden Jahr aus der Zentralamerikanischen Konföderation aus und wurde unabhängig.
Als Reaktion auf die Ausschreitungen bei der Besetzung von Guatemala-Stadt und den Regierungswechsel lösten sich am 2. Februar 1838 die Departamentos Totonicapán, San Marcos, Huehuetenango, Quiché, Retalhuleu und Quetzaltenango von Guatemala und erklärten sich zum selbständigen sechsten Bundesstaat (Sexto Estado oder Estado de Los Altos, kurz Los Altos) der Zentralamerikanischen Konföderation. Die guatemaltekische Nationalversammlung erklärte diese Separation umgehend für verfassungswidrig. Im Jahre 1840 beauftragte die Regierung Carrera mit der Wiederherstellung der staatlichen Gewalt in den genannten Departements. Carrera erfüllte diesen Auftrag mit einem äußerst harten und blutigen Feldzug.

### Erste Präsidentschaft
Nachdem er zunächst nur mittelbar durch die von ihm eingesetzten Regierungen von Mariano Rivera Paz und José Venancio López Requena Einfluss auf die Politik genommen hatte, wurde Carrera schließlich am 11. Dezember 1844 von der Nationalversammlung selbst zum Präsidenten gewählt.
Das herausragendste Ereignis dieser ersten Präsidentschaft Carreras war die Erklärung Guatemalas zur unabhängigen Republik durch Erlass vom 21. März 1847. Hierdurch wurde – acht Jahre nach der faktischen Loslösung – auch formell das Ende der Zugehörigkeit Guatemalas zu einem zentralamerikanischen Gesamtstaat besiegelt. Darüber hinaus nahm er einige der antiklerikalen Gesetze der liberalen Regierungen zurück und rief auf Initiative von Juan José de Aycinena y Piñol die – bereits 1767 vom spanischen König Karl III. vertriebenen – Jesuiten ins Land zurück. Auf Druck der liberalen, aber auch Teilen der konservativen Partei erklärte Carrera am 16. August 1848 seinen Rücktritt und ging freiwillig nach Mexiko ins Exil. Zwar wollte er bereits kurze Zeit später nach Guatemala zurückkehren, doch wurde ihm dies nunmehr von der Nationalversammlung bei Todesstrafe untersagt.

### Rückkehr und zweite Präsidentschaft
Während der Abwesenheit Carreras gelang es den drei gemäßigt liberalen Präsidenten Juan Antonio Martínez, José Bernardo Escobar und Mariano Paredes nicht, die Kontrolle über das Land zu erringen und eine erkennbare politische Linie durchzusetzen. Dies führte dazu, dass der Ruf nach einer Rückkehr Carreras immer lauter wurde. Schließlich erklärte Paredes am 22. Oktober 1851 seinen Rücktritt und die Nationalversammlung wählte Carrera zu seinem Nachfolger. Dieser kehrte nach Guatemala zurück und trat am 6. November das Amt an.
Nunmehr widerrief Carrera auch alle zunächst noch belassenen liberalen Reformen: Er führte den Zehnten wieder ein, schaffte die Pressefreiheit ab und erstattete der katholischen Kirche sämtliche Güter zurück.
Darüber hinaus führte er jedoch auch zahlreiche fortschrittliche Reformen durch: So förderte er beispielsweise den Anbau von Weizen und den Bergbau, er ließ das erste öffentliche Krankenhaus des Landes (das Hospital San Juan de Dios) und die erste Straße an die Atlantikküste bauen, er ließ in der Hauptstadt eine öffentliche Straßenbeleuchtung einrichten und das erste zivile Polizeicorps aufstellen. Schließlich erkannte seine Regierung mit Vertrag vom 30. April 1859 (Aycinena-Wyke-Vertrag) die Hoheit Großbritanniens über Britisch Honduras an.
Am 25. November 1854 erklärte die Nationalversammlung Carrera zum Präsidenten auf Lebenszeit. Er starb am Karfreitag, den 14. April 1865, und wurde unter großer Anteilnahme der Bevölkerung in der Kathedrale von Guatemala-Stadt beigesetzt. Mit einer Regierungszeit von insgesamt über 18 Jahren ist er der Präsident mit der zweitlängsten Regierungszeit in der Geschichte Guatemalas.